# Centro Ramón Piñeiro para a Investigação em Humanidades
O Centro Ramón Piñeiro para a Investigação em Humanidades (CIRP) é um organismo de pesquisa subordinado à Conselharia de Educação e Ordenação Universitária da Galiza, no qual se desenvolvem diferentes projetos em prol da língua e cultura galegas.
Foi fundado em 1993 sob o nome de Centro de Investigações Linguísticas e Literárias Ramón Piñeiro, designação que foi modificada em 1997 para a atual.
Entre os projetos que desenvolve cumpre destacar:
- Projeto Termigal: centro terminológico do galego onde se investiga a terminologia de certos campos, ao qual os galegos podem fazer consultas por telefone;
- Projeto de Fraseologia: a equipe dirigida por Xesús Ferro Ruibal põe em marcha as monografias e a revista Cadernos de Fraseologia Galega, já pelo número 10 (2009);
- Projeto CORGA (Corpus de Referência do Galego Atual);
- Projeto CODOLGA (Corpus Documentale Latinum Gallaeciae): um corpus dos textos latinos da antiga Galiza.
- Projeto Dicionário de literatura;
- Projeto Dicionário de termos literários;
- Projeto de recuperação de textos poéticos e jornalísticos galegos;
- Projeto de dimensões da identidade coletiva em Galiza;
- Projeto de informes anuais de literatura;
- Projeto Cantigas de Santa Maria;
- Projeto de investigação e estudo do galego no exterior;

O centro está localizado na estrada de Santiago de Compostela a Noia, km 3, A Barcia - Lamas de Laraño. No mesmo recinto também se encontra a Escola Superior de Hostaleria de Galiza.